# تور ترینیتی
تور ترینیتی (انگلیسی: Tour Trinity) ساختمان اداری ۳۳ طبقه مستقر در لا دفانس، پوتو، فرانسه است، که در سال ۲۰۲۰ احداث گردید.